# Ecnomiohyla minera
Ecnomiohyla minera е вид земноводно от семейство Дървесници (Hylidae). Видът е застрашен от изчезване.

## Разпространение
Разпространен е в Гватемала.